# Mezen (rivier)
De Mezen (Russisch: Мезень) is een rivier in het uiterste noordoosten van Europees Rusland. De lengte bedraagt 966 km en het stroomgebied 76.000 km².
De rivier ontspringt in de bauxietrijke Timanrug in de deelrepubliek Komi. Hij stroomt in noordwestelijke richting en bereikt de Witte Zee bij de stad die dezelfde naam draagt als de rivier: Mezen in de oblast Archangelsk. De Mezenbaai (Мезенский залив, Mezenski Zaliv), waarin de rivier uitmondt, is eveneens naar de rivier genoemd.
De voornaamste zijrivier van de Mezen is de Vasjka.
De benedenloop van de Mezen is van mei tot november bevaarbaar.
- Gemeinsame Normdatei: 4115134-3
- Virtual International Authority File: 315130184